# Cueste lo que cueste
Cueste lo que cueste es el décimo trabajo en estudio de la banda,  incluye cuatro temas nuevos, "Cueste lo que cueste", "El trepa", "Cielo o infierno" y "Más de ti", además de una nueva versión de "Resistiré", grabados todos estos temas en los estudios Sonoland de Madrid durante julio y agosto de 1999. Fue publicado por BMG en 1999 y el disco se compone de dos CD, con los cinco temas mencionados anteriormente más veintiséis de las mejores canciones recopiladas de la trayectoria de Barón Rojo desde el disco Larga vida al rock and roll hasta el disco Obstinato. El disco sorprendió por el uso de instrumentos de viento metal en la canción "Más de ti". Armando de Castro, Carlos de Castro, Angel Arias y Valeriano Rodríguez fue la formación encargada de las nuevas grabaciones que alberga este disco que contó además con la colaboración de Oscar Cuenca al trombón y Carlos Rodríguez en la trompeta. Todos los temas nuevos fueron compuestos por Armando de Castro, Carlos de Castro y Ángel Arias. Este disco se convirtió en piedra de toque para un nuevo despegue de la banda, la cual volvió a los platós de televisión para presentar el nuevo disco, en programas musicales de la TVE, y de TVG2, igualmente realizó un concierto presentación del disco en la sala La Riviera, el cual se grabó íntegramente y más tarde lo publicó el periodista Mariano Muniesa  de forma resumida y en formato entrevista-documental, para TV40.  

## Lista de canciones

### CD 1
1. "Cueste lo que cueste" - 5:00
2. "El trepa" - 5:15
3. "Con botas sucias" - 4:10
4. "Satánico plan" - 4:10
5. "Señor Inspector" - 4:01
6. "Cuerdas de acero" - 4:46
7. "Invulnerable" - 5:37
8. "Chicos del rock" - 5:22
9. "Chica de la ciudad" - 4:00
10. "Los Rockeros van al infierno" - 4:20
11. "Siempre estás allí" - 6:30
12. "Vampiros y banqueros" - 5:30
13. "Breakthoveen" - 5:27
14. "Rockero indomable" - 4:00
15. "Barón Rojo" - 5:42

### CD 2
1. "Cielo o Infierno" - 6:00
2. "Más de ti" - 4:51
3. "Casi me mato" - 3:42
4. "Larga vida al Rock And Roll" - 4:12
5. "Campo de concentración" - 5:11
6. "Celtas cortos" - 5:24
7. "El malo" - 5:24
8. "La voz de su amo" - 4:40
9. "El pobre" - 3:34
10. "Incomunicación" - 3:40
11. "Buenos Aires" - 3:04
12. "Conciertos para ellos" - 4:41
13. "Pura sangre" - 4:46
14. "Caso perdido" - 5:44
15. "Tierra de vándalos" - 3:40
16. "Resistiré" (Nueva versión) - 5:20

## Formación
- Carlos de Castro - guitarra, voz
- Armando de Castro - guitarra, voz
- Ángel Arias - bajo, coros
- Vale Rodríguez - batería, coros